# 一國兩制臺灣方案
一國兩制臺灣方案是指中國共產黨和中華人民共和國政府為了由中華人民共和國統一臺灣，在台灣問題上，提出一國兩制原则，并依据这一原则对台湾地区做出的政治、经济、军事等方面设置方案。
在1980年代，中共中央军委主席鄧小平為了解決台灣問題、實現中國統一之目標所提出憲法原則：一國兩制，即指「一個國家，兩種制度」（英語：One country, two systems）。
中華人民共和國政府向实际统治台湾地区的中華民國政府提出一國兩制，並且如同香港和澳門一样，賦予台湾特別行政區的地位。自身除了可以自行處理文化、并且让原中華民國政府得以無法保留各项權力、會解散於臺灣設置的民意機關、不能夠參與世界貿易組織等團體和有限度保留自身軍隊等特別規定，但是種種提議都遭到中華民國政府拒絕。其主要原因在於中華民國不同於香港和澳門過去被視為英國以及葡萄牙的殖民地，除了現時仍然有12個主權國家願意與其維持邦交，並將其視為是代表中國的合法政府（政府承認）外，實際上其所統治的臺灣地區在政治、外交、經濟和軍事等方面都享有自主性和獨立性。時任中華民國總統蔣經國則在1987年以“一國良制”回應鄧小平。面對這一情況，中華民國政府繼續維持現狀（目前有12個主權國家維持邦交，承認中華民國政府為中國的合法政府），而且中華民國政府在憲法上至今仍未宣告放棄
邓小平之后的党和国家领导人虽未再提出具体的一国两制台湾方案，但中共中央台湾工作办公室在1993年发表《台湾问题与中国的统一》白皮书，描述“和平统一、一国两制”方针的四个基本点，第二、三点明确，台湾成为特别行政区后，实行资本主义制度，并“高度自治”。拥有独立的行政、立法、司法、军事权及一定的外交权，自行管理党、政、军、经、财等。中央政府不派军队和人员驻台，特别行政区官员和台湾人士可出任中央政府机构领导职务，管理全国事务。
2019年1月2日，中共中央总书记习近平在「《告台湾同胞书》发表40周年纪念会」时，于北京人民大会堂发表習五條。他針對台湾问题，重申「海峡两岸同属一个中国，共同努力谋求国家统一的九二共识」，並延伸邓小平在1983年提出的邓六条，提出「探索『两制』台湾方案」，更進一步罕見公開批評「制度不同，不是统一的障碍，更不是分裂的借口」。2022年8月，中华人民共和国国务院發表的《台湾问题与新时代中国统一事业》白皮书，重申了上述立場。隨著談判被拒後數十年的局勢變化，有中华人民共和国学者针对习五条，分析认为依照现今的政治原则，中央政府很难兑现邓小平时代的承诺，即台湾地区拥有独立的外交和军事权利。隨著參加2024年中華民國總統選舉的台灣三大黨派，包括民主進步黨、中國國民黨、台灣民眾黨候選人相繼以“香港一國兩制失敗”爲由，明確表態反對“一國兩制”，針對台灣問題而提出的“一國兩制”基本上被認爲是中共一廂情願的設想。

## 历史
中共中央领导人在1950年代提出和平统一，1978年提出和平统一、一国两制。此后，和平统一、一国两制一直是中华人民共和国解决台湾问题的基本方针。

### 邓小平时代

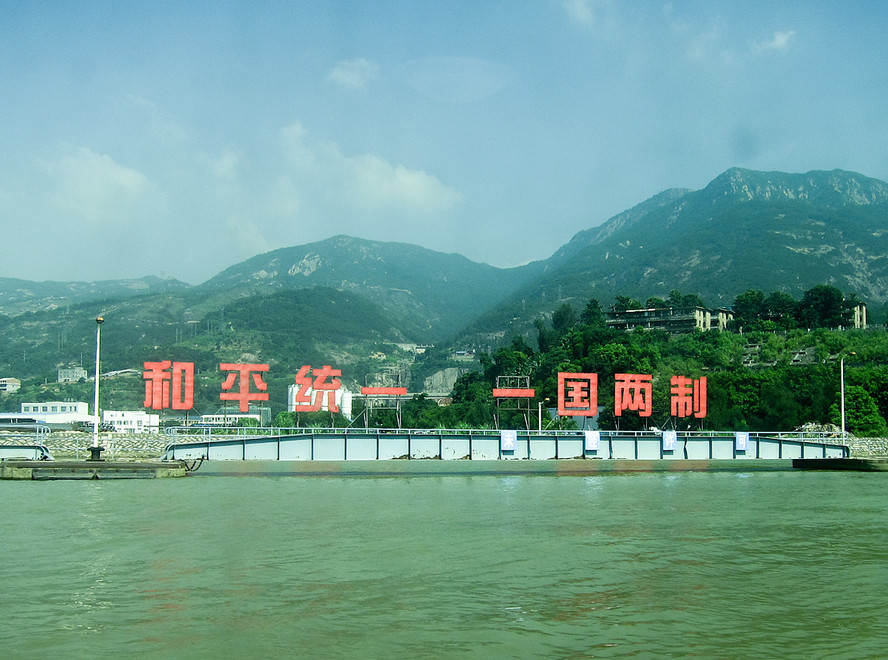
福州马尾海岸在正对中华民国实际控制的馬祖列島处竖立有“和平统一 一国两制”的标语。

1949年第二次国共内战结束后，中国共产党实际控制中國大陆，建立起中华人民共和国。在中共十一届三中全会前，曾主张以武力解放臺灣。後來中国共产党主席毛泽东、中华人民共和国总理周恩来等提出和平統一構想，但直至1979年中华人民共和国国防部下令停止炮擊金門才停止對中华民国的武力打擊。時任中共中央副主席鄧小平提出「一国两制」構想，希望实现和平统一。
中華人民共和國頒布過四部憲法，1978年的憲法序言中，首次提及「台灣是中國的神聖領土一部分」，1982年的憲法則修改為「台灣是中華人民共和國的神聖領土一部分」；之後並一直將之作為中國大陸主要的政治信仰之一。
中国共产党在1978年十一届三中全会以后提出和平统一、一国两制方针，希望能循此方針来实现中国统一。

### 江泽民、胡锦涛时代
中华人民共和国在香港和澳门回歸後，在這兩地引用此一方针，期望用同样的政策统一台湾，並提出未來中國統一後，台湾自治政府将享有比香港和澳门更大的自主权，甚至可以拥有军队的論述。中華人民共和國政府認爲海峽兩岸雙方曾達成“九二共識”，並以此為談判的基礎。
江泽民主政时期，1993年9月1日，中共中央台湾工作办公室、国务院新闻办公室发表《台湾问题与中国的统一》白皮书，称为第一份台湾问题白皮书。“和平统一、一国两制”有四个基本点，第二点：台湾的资本主义制度获得保留，现行社会经济制度不变，生活方式不变，同外国的经济文化关系不变。诸如私人财产、房屋、土地、企业所有权、合法继承权、华侨和外国人投资等，一律受法律保护。第三点：高度自治。统一后，台湾将成为特别行政区。它不同于中国其他一般省区，享有高度的自治权。它拥有在台湾的行政管理权、立法权、独立的司法权和终审权；党、政、军、经、财等事宜都自行管理；可以同外国签订商务、文化等协定，享有一定的外事权；有自己的军队，大陆不派军队也不派行政人员驻台。特别行政区政府和台湾各界的代表人士还可以出任国家政权机构的领导职务，参与全国事务的管理。
对于“特别行政区政府和台湾各界的代表人士还可以出任国家政权机构的领导职务，参与全国事务的管理”，有中国大陆学者认为“无论两岸统一之后还是此前，在宪法体制上都有必要”为中華民國總統“预留一个元首副职”，譬如《中华人民共和国宪法》直接授予或任命中華民國總統为中华人民共和国副主席:323。
胡锦涛主政时期，2005年3月14日举行的中华人民共和国第十届全国人民代表大会第三次会议通过的一部关于台湾海峡两岸关系的法律《反分裂国家法》，该法律的主要内容是鼓励两岸继续交流合作，但同时也提供了三种情况下中华人民共和国政府可武力統一臺灣的法律依據，以求防止台独势力直接宣布独立建国的可能。

### 习近平时代
2015年，第十二届全国人大常委会通过了《中华人民共和国国家安全法》，并于7月1日正式颁布施行，其中第十一条声称：“中国的主权和领土完整不容侵犯和分割。维护国家主权、统一和领土完整是包括港澳同胞和台湾同胞在内的全中国人民的共同义务。”
中国中央电视台于2019年初特別推出歷史紀錄片《台海紀事》。值得一提的是，宣布投入2020年中華民國總統選舉的中國國民黨主席朱立倫，也現身該紀錄片，主談「九二共識」。朱立倫在第四集現身，指「九二共識」是一個重要基礎、重要里程碑，「因為就是從『九二共識』開始，兩岸才可以進行交流，可以相互走向和平」。台灣政治人物還邀請了中國國民黨前主席連戰、吳伯雄、洪秀柱等 。
2019年1月2日上午，《告台湾同胞书》发表40周年纪念会在北京市人民大会堂举行，中共中央总书记习近平发表题目为《为实现民族伟大复兴 推进祖国和平统一而共同奋斗》的談话“习五点” ，定調九二共識為「海峽兩岸同屬一個中國，共同努力謀求國家統一」，实现“和平统一、一国两制”目标，并深化兩岸交流，实现同胞心灵契合。但不承诺对台湾放弃使用武力，并为统一台湾保留采取一切必要措施的选项。
中华民国总统蔡英文表示，中华民国在1992年未與中國大陸方面達成“九二共识”，台灣也绝不会接受一国两制。她亦称九二共识已经被中国定义为“一个中国、一国两制”，并以此批判習近平。蔡英文同时认为中华人民共和国政府施压国际企业、解放军军机军舰绕台，不会给台湾人民带来心灵契合。
中共中央台湾工作办公室在蔡英文讲话后发表新闻稿对其进行批评。中共中央台办指，“民进党当局领导人蔡英文大放厥词，赤裸裸地宣泄其“两国论”分裂立场，违逆两岸同胞改善发展两岸关系的意愿，进一步煽动两岸对立，破坏两岸关系和平发展局面。”这是中共中央台办自2016年5月蔡英文就职以来首次对台湾蔡英文当局的立场作出定性。

## 臺灣反应

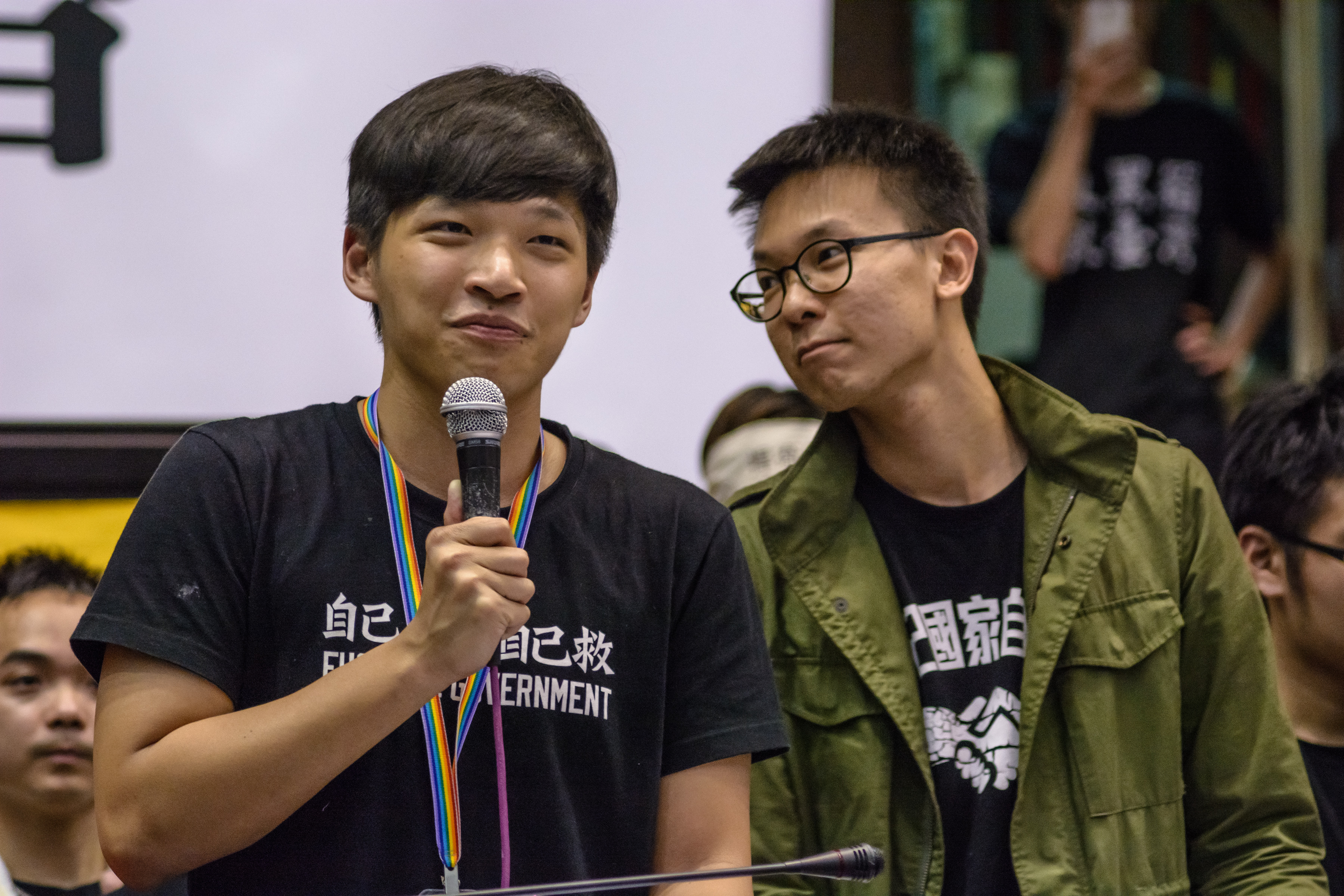
在2014年太陽花學運期間，便有抗議民眾提出「今日香港，明日台灣」作為主要訴求和口號，並且將香港視為遭到中國因素影響的負面教材。圖為太陽花學運領袖陳為廷和林飛帆

早在1982年時，時任中華民國總統蔣經國向美國《新聞週刊》記者表示，中共不守信用，任何期望中共允許臺灣與大陸統一後能保留單獨的社會經濟制度，是不切實際的，中共不允許大陸人民有自由，卻允許臺灣人民有自由，這種想法太天真；大陸人民不能隨時向中共建議改革，卻允許臺灣人民將來隨時提出改革建議，簡直是幻想。1984年，蔣經國告訴雷根總統特使劉易士：中共「曾提出一個國家，兩種制度的說法。兩種制度同時存在於一個國家中，是不可能的。中共不過是用此來引誘我們，我們不會上當的。」「我們中華民國政府的政策是不會變的。... 我們對中共的政策是不屈服，不妥協，因為屈服與妥協，將造成我們的毀滅。」並提出“一國良制”以反對中華人民共和國的提案；李登輝總統時則於1999年卸任前針對一國兩制提出了特殊的國與國關係，同時行政院大陸委員會也繼續沿用一國良制的說法並且主張中國大陸應該實現民主、自由和均富。中華民國在2000年由民主進步黨執政後一度海峽兩岸雙方的會談進度中止，同時陳水扁在總統任內也提出了一邊一國論述。其中包含臺灣內部傾向中國統一的主要政黨以及許多社會輿論大都強力反對一國兩制提案，並且各自提出自身觀點作為回應。
根據2001年行政院大陸委員會的統計，大约80%的民眾反對一國兩制政策，僅有10%的民衆支持該項方針。其中反對中国大陆人士便曾經提出一國兩府、《國家統一綱領》、一國兩區、邦聯制、聯邦制等建議，而一些人士認為一國兩制所提到的「一國」應為中華民國而非中華人民共和國。不過也有少部分臺灣民眾公開表示支持一國兩制原則，這包括有作家暨政治評論家李敖等人。當前中華民國社會民眾中普遍支持繼續維持現狀，並且反對短期內實現中國統一或臺灣獨立。其中隨著臺灣陸續推動民主化運動以及本土化運動，甚至在1990年代舉辦中華民國總統直接選舉等一系列政治改革，這使得臺灣內部支持台灣獨立運動的人士比例逐漸上升，部分臺灣民眾也開始對於爭奪中國代表權不感興趣。在2010年12月由行政院大陸委員會所作的民意調查中指出有高達87.3%的臺灣民眾認為應該維持現狀，而分別有6.4%以及1.2%的人士分別主張儘快宣布獨立或者盡快統一。而2011年時，以「您認為臺灣與中國大陸哪裡才是祖國」為問題進行的調查顯示有89.3%的受訪者選擇臺灣為祖國，僅有5.7%的民眾選擇中國大陸。在2013年的TVBS民調中心電話訪問民調中則指出如果海峽兩岸關係只有一種選擇時，則有71%的民眾希望臺灣能夠獲得獨立，而僅有18%的受訪者傾向與中國大陸統一。而在2014年受到行政院大陸委員會委託的民意調查則指出10%和1.1%的臺灣民眾選擇「維持現狀後統一」和「儘速統一」，而17.6%以及4.7%選擇支持「維持現狀後獨立」和「儘速獨立」，而廣義上選擇維持現狀的人數比率則佔88.6%。
另一方面中華人民共和國官方否認中華民國統治的臺灣地區具有政治獨立性的主張，多次宣稱擁有臺灣地區主權，但是中華人民共和國也認知到民族意義的中國尚未完全統一或分裂分治。一國兩制方針至今仍然是官方政策，在胡錦濤就任中國共產黨中央委員會總書記後中華人民共和國曾實質停止宣傳一國兩制。其中在中華人民共和國新制定的《反分裂國家法》中便未提到一國兩制原則，相對地其假設臺灣採取中立並且不自行宣布獨立。而在2005年中國國民黨和平之旅之後中华人民共和国政府開始進行海峽兩岸雙方交流與談判，到了2008年中國國民黨重新執政後兩岸官方會談重新展開，其中馬英九政府在處理海峽兩岸關係上決定採取「不統、不獨、不武」的政策。中華人民共和國政府則在九二共識的基礎上開始與中華民國政府進行官方交流，之後陸續設立兩岸定期航線、開放大陸居民赴台灣旅遊以及雙方共同簽署《海峽兩岸經濟合作架構協議》。其中中華人民共和國開始著重逐步推動經濟一體化，並且進一步與中華民國方面展開經濟和政治上的密切互動。
習近平在2012年11月召開的中共十八屆一中全會當選中共中央總書記後，开始重新提起一国两制。在2014年9月6日會見新黨主席郁慕明及新同盟會長許歷農時表示「和平統一、一國兩制是我們解決台灣問題的基本方針，不是主權與領土的再造」，並且表示會充分考慮現實情況後具體實現之。對此，時任行政院院長江宜樺重申拒絕一國兩制的立場，朝野政黨也表示無法接受。
2019年1月2日，習近平在「告台灣同胞書40週年紀念大會」宣佈繼續以一國兩制作為兩岸統一大政方針，對此中華民國總統蔡英文立即回應，台灣絕不接受一國兩制。
同日下午，中華民國總統蔡英文召開臨時記者會表示：「始終未接受九二共識」，「堅決反對一國兩制」。1月3日，台灣各大新聞媒體均在頭版報導此事件；同日，中國國民黨文傳會表示：「重申一中各表的九二共識」。
中國國民黨主席江啟臣在2021年3月2日接受路透社訪問時表示不急於與習近平見面，又強調習近平提出的「一國兩制臺灣方案」在台灣沒有市場。

### 新党方案
2019年8月17日，新黨在創黨26週年黨慶大會上公布「一國兩制台灣方案」。其主要內容为兩岸和平統一以後的國家組織安排，如國號處理、聯合國代表團形成、台灣選舉制度等，共計八項方案，簡述如下：
1. 互相尊重政治和經濟制度，互相尊重生活方式。國號、國旗協商決定。新黨建議國號直稱「中國」。
2. 聯合國中國代表團納入台灣代表。主權國家間之國際組織，經兩岸協商安排台灣參與。臺灣單獨加入非政治性的經貿、體育等國際組織。
3. 維持台灣的政治和政黨制度，但不允許台獨。感化並開導持有臺獨立場的民眾，但追究主導台獨、分裂國家的人士。
4. 台灣縮小軍事編制，停止對美軍購。
5. 恢復台灣原「軍、公、教」人員遭剝奪的權益。兩岸形成共同市場，並促進台灣融入國際經濟貿易系統。
6. 兩岸採用不同的政治和經濟制度，但臺灣人可以參與大陸的政治與中央的選拔。
7. 台灣在國際賽事獲獎者，與大陸人民受同等獎勵。
8. 繼續推進兩岸「共寫史書、共享史料」。

## 民意

### 台湾方面
2011年的一份台湾民调显示，44.3%的台灣青少年在台灣與他國發生戰爭時，不願意上戰場，略高於願意上戰場的38.7%。研究者認為假如中國大陸主動以武力攻台，人們上戰場的意願將會提高。2016年5月16日，台湾政治大學選舉研究中心做的民調显示，即使大陸攻台也支持台灣獨立的“鐵桿台獨”占22%，只有大陸不會攻打台灣才支持台獨的“條件台獨”者占42%，不支持台獨和未表態者占36%。而且愈是支持台獨的民眾，愈認為大陸不會攻打台灣；即便大陸攻打台灣，他們也比較有信心地認為美國會出兵幫助台灣。另外，他們也相信台灣人民會挺身而出並站起來反抗到底。

### 中国大陆方面
1980年代后至今，中国大陆官方制定“和平统一、一国两制”的方针以解决台湾问题。进入2010年代，随着习近平强调“中华民族伟大复兴”的观点，大陆民众与中国大陆官方、学者观点产生差异，反台独情绪高涨，间杂的反台情绪则在台湾民众的反陆情绪刺激下，不断扩张。以致出现比官方更激进的对台主张。2016年1月，在民进党籍的蔡英文当选总统的新闻下，有中国大陆网友留言表示：「枕戈待旦，统一台湾」「解放宝岛，希望在即！」等。除贊成武力攻台的言论外，「要岛不要人，只要周杰伦！」这一口号，更是来自最激进的武统主张——“留岛不留人”。同年4月，《环球时报》联合上海社会科学院做的一份网络民意调查则显示，40.7%的中國大陆民众认为和平统一“完全没可能”，40%的民众认为“可能性很小”；超过85%的民众支持“武统台湾”。中国社会科学院台湾研究所副所长张华认为因蔡英文拒绝九二共识引起武力統一臺灣之意愿上升。台湾作者认为，2016年4月的“民調結果其實較為真實地反映出大陸民眾對台灣的觀感發生根本改變，他們對和平統一的幻想已經破滅”。也有作者认为大陆民众认可的“武力统一、一国一制”，只是民粹观点，并无多大意义。
2017年12月26日，鳳凰網發起新一輪投票。民調：「要武統」，佔了93.06%；而認為「要和平」的僅佔6.94%。

## 备注
1. ↑  香港回歸时，除駐港英軍撤离外，以香港华人（英國公民和英國屬土公民身份的华人）为主体的香港軍事服務團在回归前解散。澳門回歸时，駐澳葡軍已在1975年撤离，澳门已无驻防军队。两地回归后，除解放军驻港、驻澳部队外，中央政府和中国共产党在两地派员、设立联络办公室。
2. ↑  林原文章原文：“4月下旬環球網台灣民意大調查”。环球网隶属环球时报，当是同一次网络调查。

## 外部連結
- （繁體中文） 一國兩制研究中心 （页面存档备份，存于）
- （繁體中文） 互動圖表／變調的一國兩制，香港公民運動事件簿！